# Lignyoptera nausearia
Lignyoptera nausearia är en fjärilsart som beskrevs av Krulikovski 1906. Lignyoptera nausearia ingår i släktet Lignyoptera och familjen mätare. Inga underarter finns listade i Catalogue of Life.